# Corto Maltese en Sibérie
Corto Maltese en Sibérie, est une aventure de Corto Maltese. Écrite et dessinée par Hugo Pratt, elle se déroule en 6 chapitres : Les Lanternes rouges – Le Prisonnier de Tchang – La Duchesse romantique – La Division sauvage – Ungern de Mongolie – La Fin du Dragon noir.
L'action s'étend du mois de novembre 1918 au mois d'avril 1920, pendant la révolution russe. La piraterie règne en maître mais ici, les trains blindés qui courent sur les voies du Transsibérien et du Transmandchourien se substituent aux bateaux et les terres enneigées de Mandchourie et de Mongolie remplacent les océans.

## Liberté retrouvée
Libéré des contraintes de la pagination imposées par la rédaction de l’hebdomadaire Pif Gadget, qui limitait ses histoires à une vingtaine de pages, Hugo Pratt revient avec un long récit au contenu historique dense et riche en rebondissements. Trois ans et demi ont été nécessaires pour le réaliser et on peut y déceler l’évolution du dessin, devenant plus maîtrisé, plus dépouillé.
L’importance de la représentation des trains dans cette histoire incite l’auteur à solliciter le concours de son ami, le dessinateur Guido Fuga (it). Celui-ci se charge également du dessin des avions et des armes lourdes. Cette première collaboration, sera suivie de bien d'autres pour les albums suivants.

## La porte de l’aventure
Tant de mystérieuses cours et placettes échappent au regard à Venise ! Ainsi dans les arcanes des ruelles du vieux Ghetto, Hugo Pratt découvre une cour où « les éléments architecturaux se fondent harmonieusement. […] Pour connaître l’heure, Corto Maltese n’aura qu’à lever la tête et regarder le cadran solaire. » Il la rebaptise : Cour secrète dite de l’Arcane (Corte sconta detta Arcana).
« Il y a à Venise trois lieux magiques et cachés : l'un dans la rue de l'Amour des Amis, le deuxième près du pont des Merveilles et le troisième dans la "Calle dei Marrani", près de San Geremia, dans le vieux Ghetto. Quand les Vénitiens sont fatigués des autorités, ils vont dans ces lieux secrets et, ouvrant les portes au fond de ces cours, ils s’en vont pour toujours vers des pays merveilleux et vers d’autres histoires. »
Ce texte apparait à la fin de l'épisode suivant, Fable de Venise. Au début de l’album, dans les éditions publiant l'introduction rédigée par Pratt, il y a une photographie de cette cour. Au-delà de l’imagination de l’auteur, cette preuve de son existence invite à partir à sa recherche. Pour ce faire, Le Guide de Venise de Guido Fuga et Lele Vianello est précieux. Il nous dévoile qu'il s’agit en réalité de la Corte Botera, nichée non loin du Campo Santi Giovanni e Paolo (it).
Le court passage vénitien du début de l'histoire présente quelques éléments de la culture italienne. Bouche Dorée, amie de Corto, explique être déjà venu dans cette ville en 1300, en compagnie du kabbaliste Mancello Giudeo, alors qu'ils étaient tous deux amis de Dante. Aussi, elle propose à Corto de lui servir du rosolio, liqueur italienne particulièrement populaire sous Catherine de Médicis.

## Contexte historique
Après l’abdication (15 mars 1917) du tsar Nicolas II, Lénine et Trotski ont renversé le gouvernement en place par une révolution du 6 au 8 novembre 1917 (24 au 26 octobre, dans le calendrier russe). La dictature du prolétariat a été instaurée. En Europe, la guerre est terminée depuis le 11 novembre 1918. L’amiral Alexandre Koltchak et les fidèles du tsarisme montent une contre-révolution avec l’aide des Alliés et des Japonais. Les tsaristes contre les communistes. Les blancs contre les rouges. Pour s’opposer à ces contre-révolutionnaires, Trotski organise l’Armée rouge. La Russie plonge dans la guerre civile. Elle se déplace vers l’est où 100 000 soldats tchèques (anciens prisonniers de guerre), aux ordres de Koltchak et du général Janin, se sont emparés du chemin de fer transsibérien. Cette armée, déplacée vers Vladivostok à la suite du traité de Brest-Litovsk, s'était rebellée contre l'Armée rouge et finit par travailler pour le gouvernement contre-révolutionnaire. Elle occupera la Sibérie et l’Oural et sera battue par les Bolcheviques en 1920. La guerre civile s’achèvera fin mars 1921.

## Protagonistes

### Personnages historiques
- L’amiral Alexandre Vassilievitch Koltchak, chef suprême des Armées blanches, il transporte l'or impérial par voie ferrée.
- L’ataman Grigori Mikhaïlovitch Semenov, chef de la « Division sauvage », il occupe la ligne du Transsibérien avec ses trains blindés.
- Le camarade Soukhé Bator, chef des troupes révolutionnaires en Mongolie autonome.
- Le général Tchang, puissant seigneur de guerre de Mandchourie, membre de la secte des « Dragons noirs »; est directement inspiré de Tchang Tso-lin. L'album prend néanmoins des libertés historiques et chronologiques avec la biographie du véritable Tchang[5]. La secte des "Dragons noirs" est probablement inspirée des sociétés secrètes japonaises de l'Océan noir et du Dragon noir (ou du "fleuve Amour"), qui ont d'ailleurs opéré en Chine, en Mandchourie et en Corée. Il faut souligner le fait que Tchang Tso-lin a été soutenu, puis supprimé par les Japonais.
- Le baron Roman Fedorovitch von Ungern-Sternberg, surnommé « le baron fou ». Né en Autriche-Hongrie en 1886, ce descendant des Chevaliers Teutoniques rêve de campagnes militaires et, à l'instar de Gengis Khan, de Tamerlan et d'Attila, veut créer un empire entre Europe et Asie. Il est aussi fortement inspiré par le bouddhisme, fréquentant plusieurs ordres bouddhistes au cours de sa vie[6]. Avec son ami Semenov, qu'il rejoint à Daouria, il combat les Bolchéviques. Alors que celui-ci préfère la Mandchourie, le baron se rend en Mongolie, prenant Ourga (l'actuelle capitale, Oulan-Bator) en 1920, pour en chasser les Chinois, ce qui lui vaut le soutien des Mongols. Il sera exécuté l'année suivante à Novonikolaïevsk (Novossibirsk). Hugo Pratt s'est servi pour le décrire du livre de l'écrivain Jean Mabire, Ungern, le Baron fou[7].

### Personnages de fiction
- Corto Maltese. Bien que résidant à Antigua, il possède une maison à Hong Kong, dans un quartier malfamé de la ville basse, près d'un port. Ce qui n'empêche pas cette demeure, où l'on sent un parfum de pêcher, d'être richement décorée, avec un paravent, un piano à queue, des rouleaux suspendus, ainsi qu'un énorme dragon chinois dessiné sur un mur.
- Le capitaine Nino (inspiré de Nino Ferrer), officier russe mélancolique et désabusé, associé aux « Lanternes rouges ». Il tente de noyer son chagrin d'amour pour Wee-Lee Song dans l'alcool et en jouant de la balalaïka.
- Raspoutine, « ami » de longue date de Corto, surnommé "Ras". Il affirme que dans sa jeunesse, sa mère fut exilée en Sibérie orientale. Alors qu'elle mourut le jour de sa naissance, lui fut pris en charge par une jeune fille de Nikolaïevsk, qui fut son grand amour. Alors que Nino lui reproche d'attaquer le train pour l'argent, Ras lui rétorque qu'il est fier d'être un voleur et que ce qu'il vole, il le dépense, ce qui fait vivre du monde[8]. Ce passage a valu à Hugo Pratt de recevoir des bouteilles de vins de la part de bandits vénitiens[7].
- La duchesse Marina Seminova, amie de Koltchak. Son nom rappelle celui de Marina Semenova, danseuse classique soviétique.
- Changhai Li, membre de la société secrète chinoise des « Lanternes rouges (en) ». Le Kuomintang l'a envoyé auprès des révolutionnaires mongols parce qu'elle est une amie personnelle de Soukhé Bator, afin de s'emparer de l'or impérial russe. Sa mission finie, elle se mariera et vivra avec Ling, ingénieur agricole de la région du Kiang-Si, où elle finira professeur dans la nouvelle école de Kiang.
- Wee-Lee Song, ex amour de Corto, prosaïquement appelée « Elle ». Après être partie à Surabaya, en Indonésie, elle est revenue à Hong Kong, pour l'attendre.
- Le major Spasetov, cosaque de la région d’Ossouri, dans la Taïga, sous les ordres de Semenov.
- L'officier Jack Tippit, pilote de l’armée de l’air américaine. Il fume souvent des Connecticut cigars, cigares sans doute fabriqués à base de tabac du Connecticut (en).

## Histoire en six chapitres

### Les Lanternes rouges
Dans la cour de la demeure de Bouche Dorée, Corto Maltese est plongé dans la lecture d’Utopia, de Thomas More. Un livre qu’il ne réussit décidément pas à lire jusqu'au bout. Venise le rend paresseux. Si bien qu'il décide d'aller retrouver sa maison à Hong Kong.
À son arrivée, il s’enquiert des nouvelles du front : la guerre en Europe est finie. Elle continue en Sibérie où l’amiral Koltchak vient d’établir une dictature contre-révolutionnaire, ce mois de novembre 1918. Les blancs et les Alliés se battent à la frontière du nord, les Japonais à l’est, en Mandchourie. Il rend également visite à Longue vie, un des chefs de la triade chinoise. Celui-ci lui livre une interprétation du Yi-King (livre des mutations), en dessinant des ba gua et des taijitu et lui met en garde à propos du signe "Kui me", qui est lié à "la jeune fille à marier". Puis, il lui parle des différentes sociétés chinoises, telle que la Secte du lotus blanc.
La présence de Corto à Hong Kong ne passe pas vraiment inaperçue. À peine est-il entré chez lui, qu'une lettre l’attend déjà. C’est une vieille histoire. Il la croyait partie et pourtant « elle » est dans la ville… Mais où ?… Raspoutine, lui aussi, est dans la cité. D’ailleurs, il ne tarde pas à se manifester auprès de Corto pour tenter de faire équipe avec lui car il y a de quoi devenir riche avec le commerce des armes et le transport des mercenaires…
Il y a également de mystérieuses personnes qui surveillent ses faits et gestes. Apparemment, elles ne lui veulent aucun mal ; mais elles le protègeraient au contraire car elles le tirent opportunément d’un mauvais pas. C’est l’occasion de se présenter : « les Lanternes rouges te saluent, Corto Maltese. » et de lui proposer une affaire importante, si toutefois il veut bien les aider. Le train de l’amiral Koltchak transporte le trésor impérial. Il s’en est emparé au nom des contre-révolutionnaires à Iekaterinbourg, après le massacre du tsar déchu, Nicolas II et de sa famille, en juillet dernier. Depuis, ce trésor est convoité par beaucoup de monde et exacerbe les tensions : les contre-révolutionnaires qui, pas assez unis, se haïssent ou se méprisent et s’utilisent, les seigneurs de la guerre chinois qui se disputent. Les bandits mandchous, les sectes et autres sociétés secrètes ne sont pas en reste. Les « Lanternes rouges » aussi ont l’ambition de s’en emparer. Si possible avec son aide. L’accord conclu, Raspoutine s’impose d’autorité comme associé auprès de son ami…

### Le Prisonnier de Tchang
En mer Jaune, tous deux voguent vers Shanghai pour donner des instructions aux « Lanternes rouges » de cette ville. Grâce à un des membres qui se trouve à bord, ils apprennent que l’équipage de la jonque est à la solde d’une société secrète, celle du Coucher de soleil rouge, qui leur a donné l’ordre de les liquider avant leur arrivée. Non loin de Shanghai, avec l’aide de leur informatrice, Corto et Ras décident d’attaquer sans tarder. Après un combat acharné, l’équipage est décimé et la jonque incendiée. Corto se retrouve à l’eau et nage vers la terre ferme.
Apparemment, il n'y a pas de survivants. Corto est seul sur le rivage. Alertés par l'incendie, une patrouille chinoise s'est approchée. Repéré, il est conduit devant le seigneur de guerre Tchang Tso-Lin. Ils découvrent qu’ils ont un ami commun, le milliardaire Song de Shanghai. Ou plutôt sa fille, Wee-Lee. Corto lui assure qu’il n’est pas venu en Chine pour la revoir. Si ce n’est pour cette femme, pense le général, c’est certainement pour le train d’or. Certain qu’en le faisant suivre par des hommes de sa secte des « Dragons noirs », il le conduira jusqu’au trésor tsariste, il lui rend la liberté. Au passage, apprenant que le serviteur du général, un moine tibétain surnommé "Une-oreille", a été mutilé parce qu'il a écouté quelque chose qu'il ne devait pas, Corto tire conclusion en évoquant l'histoire des trois petits singes.

### La Duchesse romantique
Décembre 1918, au port de Shanghai, dans le delta du Yang Tsé Kiang. Corto se rend à l’adresse donnée par les « Lanternes rouges » où quelqu’un devrait l’aider à se rendre dans la ville de Kharbine en Mandchourie. Là, il rencontre le major Jack Tippit de l’United States Army Air Service, qui lui parle d’une fascinante duchesse, amie de l’amiral Koltchak. Marina Séminova, aristocrate russe qui parcourt toute la Sibérie en train en compagnie du cosaque Spatzetov. Le major la connaît bien car il les Américains sont chargés de contrôler le Transsibérien. Tippit, qui doit aussi se rendre à Kharbine, invite Corto à faire le voyage dans son avion…
Justement, avant de décoller avec son DH.4 Dayton-Wright, Jack Tippit est averti par son état major que cette aristocrate russe est l'invitée de l'ataman Semenov et se trouve dans l'un de ses trains blindés. Ils le survolent trois jours plus tard. Le train se dirige vers Tchita, la capitale de Transbaïkalie. La présence de l'aéronef n'échappe pas à la vigilance de Spatzetov. Tippit est rapidement identifié. Informée, la duchesse ordonne de l’abattre. Touché, l’appareil se pose en catastrophe. Les rescapés sont recueillis. Marina Séminova feint la surprise et se dit désolée de les avoir pris pour des Bolcheviks…
Corto veut rester en dehors de leurs histoires et souhaite s’arrêter à la frontière.

### La Division sauvage

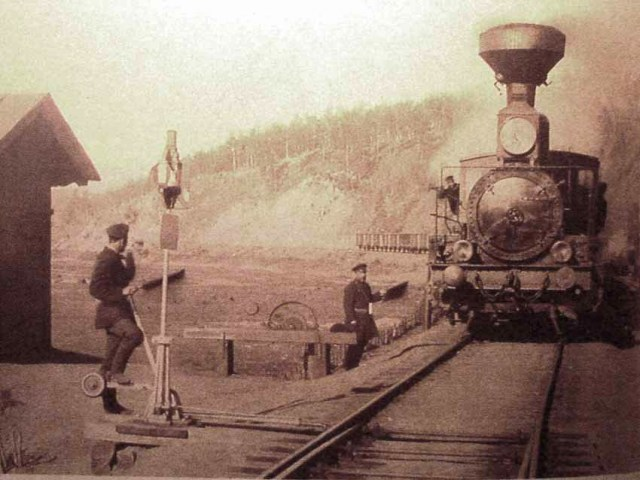
Transsibérien, la station de Khilok, Oblast de Tchita

L’ataman Grigori Semenov, chef de la « Division sauvage », accueille Marina Séminova dès son arrivée à la frontière. Il sait qu’elle va rencontrer l’amiral Koltchak pour se charger du transport de l’or en Mandchourie. Elle lui présente Corto Maltese et lui demande de l’aider à ce qu'il puisse se rendre à Kharbine pendant qu’elle continue son voyage avec le major Tippit… Semenov lui présente le "destructeur", canon monté sur un train que lui ont offert les Japonais. Corto critiquant la lourdeur de l'engin, qu'il saurait aisément détruire, l'ataman le prend en grippe et charge Spatzetov de l'éliminer. Mais au moment de l'exécution, le marin prend le dessus et le tue.
Janvier 1920. Alors que le major est parti pour Irkoutsk, Corto franchit la frontière Russo-Mandchoue et atteint le village de Mandchouli… Là, il reprend contact avec les « Lanternes rouges » et revoit la jeune femme qui leur avait prêté main-forte sur la jonque. Elle dit s’appeler Shanghaï Li. Le train d’or, surnommé le dragon doré, est à Verkhneudinsk, du côté du lac Baïkal. L’ataman va l’attaquer au nœud ferroviaire de Karymskoïe. Il n’y a pas de temps à perdre, il leur faut repasser la frontière pour se rendre à la gare et sauter dans le train de Semenov. Il neige, le temps est avec eux. Ils partent accompagnés d’un officier russe associé aux « Lanternes rouges » : le capitaine Nino. Il sera leur sauf-conduit auprès de l'ataman. Ils sont suivis à la trace par deux hommes des « Dragons noirs », envoyés par le général Tchang. Et voilà qu’en chemin, surgit un revenant : Raspoutine qui s’invite à nouveau dans la ronde.
Dans le train blindé de l'ataman Semenov, nos quatre compères roulent vers Tchita… Arrivé à la jonction ferroviaire de Karymskoïe, l’affrontement est proche car voilà déjà la locomotive de l’amiral qui s'engage sur la voie parallèle. Voyant le guet-apens dans lequel elle tombe, Marina Séminova doit faire face à cette traîtrise et regrette amèrement l’absence de son ami Koltchak. Semenov donne l’ordre d’ouvrir le feu. Sous le tir nourri des mitrailleuses et des canons, le train est promptement paralysé. Raspoutine et Corto, se portent volontaires pour détacher les wagons. Ras « s’occupe » ensuite de la duchesse…
Après avoir accroché son chargement, le train s’en retourne à Mandchouli avec son butin. Il faut maintenant éliminer Semenov. Le capitaine Nino est sur le point de s’en charger quand soudain, les « Dragons noirs » surgissent pour supprimer tout ce beau monde. La riposte est rapide. En trop petit nombre, le compte des deux hommes est vite réglé mais le général prend la fuite en tête du convoi. Alors que le train approche du croisement de Borzia, Corto part à sa poursuite avec l’objectif d’arrêter le train. Le fuyard est rattrapé et, au prix d'un corps à corps acharné, Semenov est précipité hors du train.
Pendant ce temps, Shanghaï Li fait dévier le train vers Savart Khan Nuur (Mongolie), puis décroche le wagon tant convoité. Dans une pente, la voiture prend de la vitesse et se met à dévaler la voie ferrée. Ne pouvant contrôler ni arrêter sa course folle, elle saute sur le ballast, juste avant qu’il déraille et s’abîme en contrebas dans les eaux gelées du lac des Trois Frontières (Dalaï Nuur).

### Ungern de Mongolie
Plus tard, à peine se sont-ils rejoints sur les pentes enneigées, que Corto, Raspoutine et Li sont capturés par une patrouille du « Baron sanglant ».
… Présenté devant lui, Corto révèle ce pourquoi ils sont en Sibérie… Alors que le "destructeur" arrive, surveillé par des soldats japonais, Ungern demande ce que pense le marin des Japonais. Celui-ci lui répond en évoquant leur stratégie qu'il a vu en œuvre à Port-Arthur (Lüshunkou, en Chine) en 1905, lors de la guerre russo-japonaise, qui les mena à la victoire.
Un peu plus tard, Ungern lui propose alors de se joindre à lui pour affronter Tchoïbalsan et Soukhé Bator, afin de conquérir le nouvel empire auquel il aspire. Corto en décline l'offre sans détour. Peu habitué à ce qu’on lui tienne tête, le « non » catégorique de Corto subjugue le baron qui voit en lui un homme digne de respect. Il décide de le laisser repartir avec ses compagnons, sous bonne escorte, jusqu’à la frontière qui sépare la Mandchourie de la Mongolie… Juste avant, un "mopa", sorcier tibétain, lui prédit son avenir, interprétant la langue des dieux, des nagas, des démons et des hommes, ainsi que ses visions du Monastère de Samyé, premier monastère bouddhiste construit au Tibet. Concernant le Baron fou, il ne lui reste que plus d'un an à vivre, avant de mourir et de finir dans le "Bardo" et, de plus, il doit épargner Corto. À ce dernier, le sorcier parle du dragon noir brisé dont il doit se souvenir. Il s'agit du général Tchang et à une secte militaire liée au fleuve Amour.

### La Fin du Dragon noir

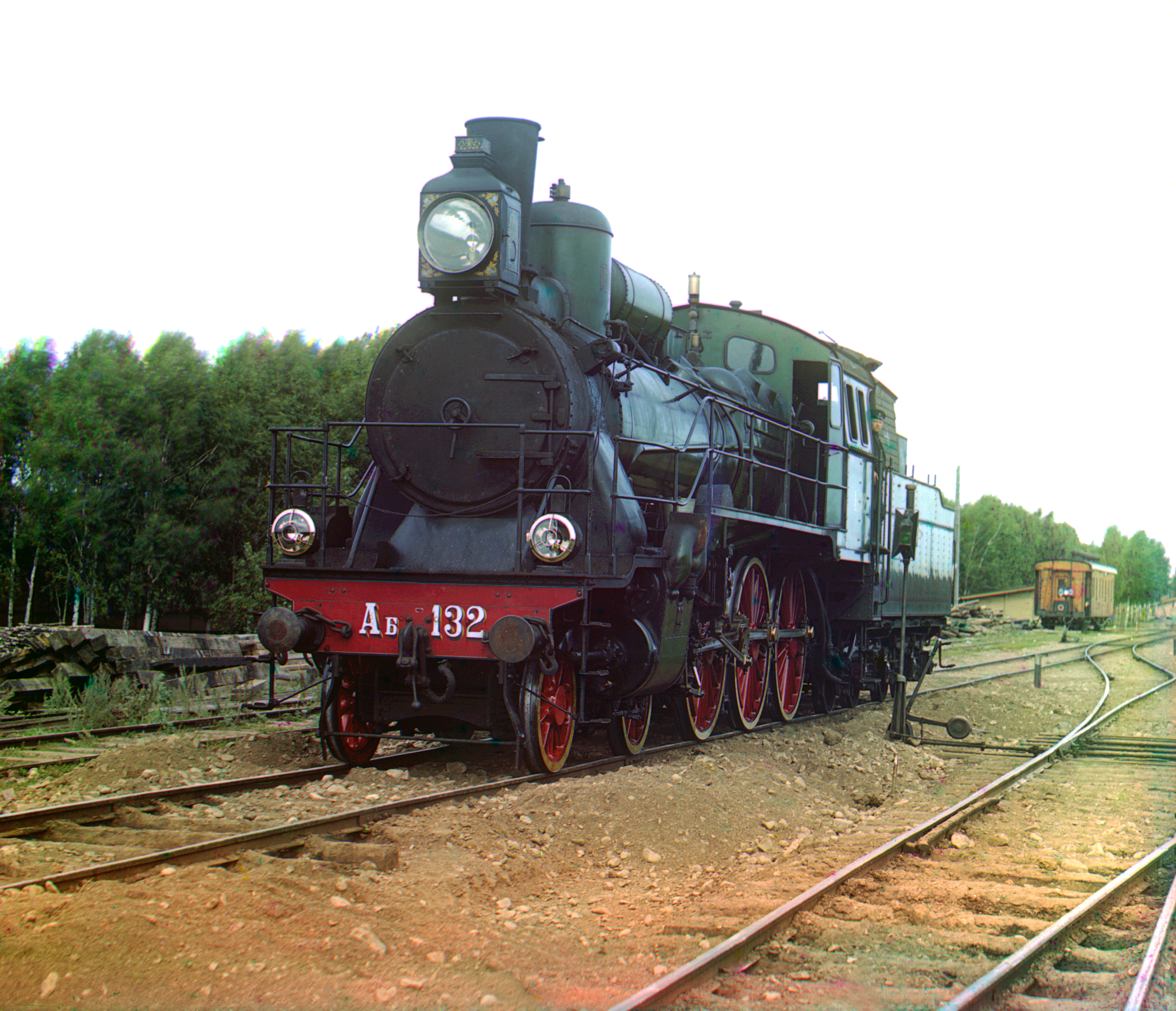
Transsibérien, locomotive Ab-132 avec chaudière Schmidt

Le général Tchang, quant à lui, roule à bord du « Dragon noir » à la rencontre du train de Semenov, quand un message de ses services secrets de Pékin l’avertit de l’échec de ses 2 agents et de la perte du précieux chargement. Il décide alors de faire une halte à la frontière avant d’entrer en Mongolie. Arrivés à la frontière, Corto, ses compagnons et leur escorte sont arraisonnés par des révolutionnaires mongols. Changaï Li se présente à eux comme l’amie personnelle de leur chef, Soukhé Bator. Les retrouvailles ont lieu au quartier général de Bolkang, près du lac Bolkang-Nor.
Bardé de canons et de mitrailleuses, le « Dragon noir » du général Tchang, fait son entrée en gare de Bolkang pour l'arrêt prévu. Soukhé Bator veut profiter de l'aubaine pour le stopper à tout prix. Changaï Li et Corto Maltese se proposent de l’aider. Sous de nouveaux uniformes, Ras et Corto s’introduisent dans le train blindé avant qu’il reparte. En route, ils s’emparent d’une tourelle de tir et détruisent méthodiquement les défenses du « Dragon ». À terre, dominant et contrôlant la situation sur un promontoire, Changaï Li attend le moment propice pour déclencher l’opération finale. Dès que le « Dragon noir » s’engage sur le pont bourré de dynamite, elle donne l’ordre de le faire sauter…
Les héros ne meurent jamais. En février 1920, Corto et son ami Raspoutine sont transportés jusqu'à Hailar par des Bouriates, puis jusqu’à Kharbine. Là, le major Jack Tippit vient lui rendre visite à l’hôpital militaire où il est soigné. Le 15 mars il est vu à Hong Kong, où il assiste à l'arrestation et au suicide du général Tchang. Il serait aussi passé dans la province de Kiang-Si, un matin d’avril… Après avoir vainement attendu Corto, Wee-Lee Song est retournée en Europe. Quant à lui, il est revenu dans sa maison de Hong Kong, où il accueillit Raspoutine une semaine durant. Celui-ci lui vola son Gauguin, avant de partir, probablement vers l'Inde.
Le wagon englouti sera récupéré. L'or servira à la construction d’une importante centrale hydroélectrique qui profitera à la Chine, la Mongolie et l’Union soviétique.

## Inspirations cinématographiques et autres
- Hugo Pratt fait quelques clins d’œil au film Shanghaï Express (1932), de Josef von Sternberg :
  - le personnage de la duchesse Marina Seminova évoque l’actrice principale, Marlène Dietrich ;
  - l’actrice tient le rôle de Shanghaï Lily, nom qui inspire Pratt pour celui du personnage de Shanghaï Li ;
  - Henry Chang, méchant du film, ramène au général Tchang.

- Jack Tippit est l’homonyme d’un dessinateur (en), président de la National Cartoonists Society entre 1971 et 1973, rencontré lors d'un congrès sur la bande dessinée à New York, en 1972. C'était un ancien colonel de l'armée de l'air américaine[7].

- Roy Song, (nièce de Tchang Kaï-chek[7]) une amie que Hugo connut à Paris en 1972, servit de modèle pour le personnage de Shanghaï Li. Pratt a aussi emprunté son nom pour nommer Wee-Lee Song, alias « Elle », l'ex-amour qui hante Corto. D'après l'introduction en début d'album écrite par Didier Platteau, Pratt lui a expliqué que Roy Song était la petite-fille du banquier Song de Shanghai, qu'il soupçonnait d'être le personnage le plus important de la Triade. Ce dernier eut trois filles, les sœurs Soong : la première a épousé Sun Yat-sen, la seconde Tchang Kaï-chek et la dernière H. H. Kong.

- Le chanteur Nino Ferrer a prêté ses traits pour le personnage de Nino, l’officier russe.
- Seul avec Corto, Ungern déclame un extrait de Kubla Khan, poème écrit en 1797 par Samuel Taylor Coleridge, puis le marin récite la suite. Cela crée entre eux un lien inattendu. Cette œuvre est une extraordinaire vision en forme de poème d'un monde mystérieux. Elle évoque « Xanadu », ville en Mongolie aujourd'hui Intérieure, capitale d'été de l'empereur Kubilai Khan, décrite dans Le Livre de Marco Polo (1298). Coleridge est un des poètes romantiques préférés de Pratt[12].

## Curiosités au cours de l’histoire
- En chemin, Corto se met à déclamer le poème Sensation d’Arthur Rimbaud. Dans la version italienne, il s’agit d’une poésie d’Eugenio Genero (it), grand-père maternel de Hugo Pratt.
- Corto Maltese est sans casquette depuis qu’il a perdu la sienne au cours du combat sur la jonque. Lorsque la duchesse le présente à Semenov, il en porte une à nouveau mais avec 2 insignes de forme arrondie. Dans le train blindé partant à l’attaque du train d’or, les deux insignes ont cédé la place à un macaron. Plus tard, le baron Ungern-Sternberg s’étonne qu’il porte cette casquette d’officier d’artillerie de la garde. « C’est un cadeau », répond Corto. C’est seulement à son retour à Hong Kong que l’écusson de la marine marchande anglaise est visible (sauf pour la conclusion finale).

- Dans Cour des mystères — la novellisation de la BD —, l’aviateur Jack Tippit reçoit la consigne d’aller surveiller le train dans lequel se trouve la duchesse. Cette mission est implicite dans l'album. Il faut initialement deux jours d’avion pour se rendre à Kharbine et nous le voyons, 3 jours après son départ, en dehors de sa route, survoler le train de Semenov.

- « Que quelqu’un aille détacher les wagons de l’or ! » ordonne Semenov. L’ordre exécuté, Raspoutine annonce : « Commandant Semenov, les wagons sont accrochés ! » Sur une des images suivantes il y a en effet deux wagons, qui se différencient des autres, en queue du train blindé de Semenov. Pourtant, Shanghaï Li ne décroche qu’un seul wagon sur les deux. Dans le roman, il n’est question que d’un wagon contenant l’or.

## Allusion à d'autres épisodes de la série
Dans le bureau, du Security Office de Hong Kong, le lieutenant Barrow prouve qu'il connaît les antécédents de Corto en lui évoquant ses séjours en Chine au début du siècle, sa piraterie dans les mers du sud et son acquittement dans son procès pour homicide en Afrique. Le second fait est relaté dans La Ballade de la mer salée . Tandis que le troisième est évoqué dans Les Éthiopiques : Les Hommes-léopards du Rufiji. Enfin, le premier sera détaillé postérieurement dans La Jeunesse de Corto Maltese.
Dans cette histoire, Corto retrouve Raspoutine, qu'il n'avait pas vu depuis deux ans, alors qu'ils étaient tous deux  Saint-Kitts (voir Sous le signe du Capricorne : …Et nous reparlerons des gentilshommes de fortune). Le second explique d'ailleurs au premier qu'il désire revivre des aventures avec lui, comme celles qu'ils avaient vécu dans La Ballade de la mer salée et Sous le signe du Capricorne.
Alors que Corto embarque à bord de l'avion du major Tipitt, un militaire commente la scène et dit avoir déjà rencontré le marin au Honduras (britannique, l'actuel Belize). C'est une allusion à l'épisode Sous le signe du Capricorne : À cause d’une mouette.
Enfin, dans un des épisodes suivants, La Maison dorée de Samarkand, on retrouve un personnage de l'épisode actuel. Il s'agit de Rossianov, ancien capitaine de la division asiatique du baron Ungern, qui finira dans l'armée de l'URSS.

## Prépublications
- Italie : Corte sconta detta Arcana, dans le mensuel italien, Linus, de janvier 1974 à juillet 1977.
- France : Corto Maltese en Sibérie, dans le mensuel (À SUIVRE) du no 1 au no 8 de février à septembre 1978.

## Albums édités en France
Scénario et dessins de Hugo Pratt avec la collaboration de Guido Fuga (it) pour les dessins représentant les trains blindés.

### Première édition

#### Album broché – noir et blanc
- Corto Maltese en Sibérie (préface de Didier Platteau), éd. Casterman, coll. « Les romans (À SUIVRE) », 1979  (ISBN 2-203-33206-9)

### Rééditions

#### Album broché – noir et blanc
- Corto Maltese en Sibérie (nouvelle couverture), éd. Casterman, 2001.
- En Sibérie, Casterman 2011, coll. "Corto Maltese en noir et blanc", couverture souple à rabats, format 23,5/29,5  (ISBN 978-2-203-03358-0).

#### Albums reliés – couleurs
- Corto Maltese en Sibérie (format 27x31, préface de Oreste del Buono, illustrée de documents et aquarelles de Hugo Pratt : La Longue chasse), éd. Casterman, 1982.
- Corto Maltese en Sibérie (format 23.5x30.5 avec jaquette, documents et aquarelles de Hugo Pratt), éd. Casterman, 2000.
- Corto Maltese en Sibérie (format 21.5x29, préface de Marco Steiner, photos de Marco d’Anna : La cour secrète, dite de l'Arcane), éd. Casterman, série Corto Maltese, tome 9, paru en septembre 2010  (ISBN 978-2-203-02970-5)

#### Petit format broché – couleurs
- En Sibérie (format 14x21), éd. Casterman, série Corto, tome 24, paru en février 2009  (ISBN 978-2-203-00794-9)

## Long-métrage d’animation
- - Scénaristes : Natalia Borodin et Thierry Thomas.
  - Réalisateur : Pascal Morelli.
  - Sortie cinéma : 25 septembre 2002.
  - Avec les voix de Richard Berry (Corto), Patrick Bouchitey (Raspoutine), Marie Trintignant (La Duchesse Marina Séminova et Bouche dorée), Barbara Schulz (Shanghaï Li).
  - Présenté au Festival international du film de Locarno en août 2002.
  - DVD : Studio Canal, 2003.
  - CD : bande originale. Musique composée par Franco Piersanti, La Bande Son, Universal Music, 2002.